# Pratovecchio
Pratovecchio is een dorp en voormalige gemeente in de Italiaanse provincie Arezzo (regio Toscane). het telde op 31 december 2004 3103 inwoners. Per 1 januari 2014 het onderdeel van de gemeente Pratovecchio Stia.

## Demografie
Pratovecchio telt ongeveer 1331 huishoudens. Het aantal inwoners steeg in de periode 1991-2001 met 0,7% volgens cijfers uit de tienjaarlijkse volkstellingen van ISTAT.
| Jaar | Inwoneraantal |
| ---- | ------------- |
| 1991 | 3068          |
| 2001 | 3090          |

## Geografie
Pratovecchio ligt op ongeveer 420 m boven zeeniveau.